# Алламай Халіна
Алламайе Халіна (араб. اللاماي هالينا) (1 січня 1967 , Gounou Gayad, Регіон Східний Майо-Кебі ), також відомий як Алла-Майе Халіна, — чадський дипломат і державний діяч, прем'єр-міністр Республіки Чад з 23 травня 2024 року.

## Молодість і освіта
Алламає Халіна народився 1 січня 1967 року в Гуну-Гая, Східний Майо-Кеббі. 

У 1992 році здобув ступінь бакалавра історії та географії в Університеті Нджамени. 
Згодом він продовжив післядипломну освіту в Інституті міжнародних відносин Камеруну та здобув ступінь магістра з міжнародних відносин. 

## Політична кар'єра
Халіна була начальником протоколу президента Чаду Ідрісса Дебі з 2010 — 2023 рр. 
У 2023 році він був призначений послом Чаду в Китаї. 

23 травня 2024 року, після інавгурації президента Махамата Ідрісса Дебі, Халіна була призначена прем’єр-міністром Чаду. 

Після його призначення на посаду прем’єр-міністра кілька аналітиків описали Халіну як техніка без політичних амбіцій, який не буде конкурувати з президентом Махаматом Ідріссом Дебі. 
Халіна довго залишалася вірним Ідріссу Дебі, а Махамат Ідріс Дебі називає його своїм «старшим братом». 